# A Small Death: Sessions 2003
A Small Death: Sessions 2003 è l'ottavo album in studio del gruppo musicale statunitense Krieg, pubblicato nel 2017 dalla Children of the Night.

## Tracce
Lato A
1. Marching to My Sepulture – 5:43
2. The Failing Skin – 3:56
3. Time – 2:43
4. Dance of Pills and Razors – 4:54

Lato B
1. This Fading Form – 6:31
2. Flesh Descending – 3:30
3. Charioteer (The Temple Song) (cover degli Earth) – 4:15